# École cantonale d'administration et des transports
L'École cantonale d’administration et des transports, en allemand Kantonale Verkehrs- und Verwaltungsschule est une école professionnelle suisse aujourd'hui disparue et qui était basée dans le canton de Berne, à Bienne.

## Description
L'école préparait à l'entrée dans l'administration fédérale suisse, ainsi que dans les grandes régies et services publics suisses comme la compagnie aérienne Swissair, les PTT et les CFF en délivrant des certificats d'apprentissage.
Après un examen d'entrée obligatoire, la formation durait deux ans. En 2000-2001, le pourcentage d'élèves s'élevait à 0,2% (95 élèves) du nombre d'élèves total fréquentant le degré secondaire II du canton de Berne.
Elle a fermé ses portes au début des années 2000.

## Anciens élèves connus
- Maxime Zuber, maire de Moutier et ancien conseiller exécutif (ministre) du canton de Berne[3].